# Sîneava, Rokîtne
Sîneava (în ucraineană Синява) este o comună în raionul Rokîtne, regiunea Kiev, Ucraina, formată numai din satul de reședință.

## Demografie
Componența lingvistică a comunei Sîneava
     Ucraineană (98,61%)
     Rusă (1,28%)
     Alte limbi (0,06%)
Conform recensământului din 2001, majoritatea populației comunei Sîneava era vorbitoare de ucraineană (98,61%), existând în minoritate și vorbitori de rusă (1,28%).